# ソーレン・アンデルセン (ハンドボール選手)
ソーレン・アンデルセン（Søren Andersen、1948年3月23日 - ）は、デンマークの元ハンドボール選手で、1976年夏季オリンピックに出場した。
彼はFredericia HKでハンドボールをした。1976年、ハンドボールデンマーク代表 の一員として、オリンピック大会に出場し、8位で終わった。彼は4試合を行い、11ゴールを決めた。